# 金義泰
金 義泰（キム・ウィテ、朝: 김의태、英: Kim Ui-Tae、1941年6月2日-）は韓国の柔道選手。日本名は山本 義泰（やまもと よしやす）。兵庫県神戸市長田区出身。階級は中量級。身長174cm。

## 人物
在日韓国人として生まれて、神港学園高校から天理大学に進み、主将を務めるなどして活躍した、1961年の世界選手権(無差別)では韓国代表で出場して、準決勝で曽根康治に判定、3位決定戦で古賀武に払腰で敗れたが4位となった。また、1963年のプレオリンピック大会の中量級では決勝で中央大学の岡野功に敗れた。
その後、1964年には東京オリンピックの中量級代表に選ばれて韓国で練習していたが、コーチがいなかったので何もかも自分でこなさなければならなかった。さらには、韓国語が話せず、在日は裕福であると思われていたこともあって、周囲からやっかみを受けて孤立していたが、力が突出していたので面と向かって何か言われたことはなかった。また、大会までの半年間の生活費は貧しい家庭でありながら両親が捻出してくれたことに大いに感謝したという。
東京オリンピックの中量級では準決勝で岡野と対戦して優勢負けするが、銅メダルを獲得した。1965年の世界選手権でも3位となった。引退後は天理大学の指導者となり、数多くの選手を育成した。また、1976年モントリオールオリンピックでは韓国の柔道代表チームの監督を受け持った。

## 主な戦績
- 1961年 - 世界選手権　無差別　4位
- 1963年 - プレオリンピック大会　2位
- 1964年 - 東京オリンピック　3位
- 1965年 - 世界選手権　3位